# Obbe Philips
Obbe Philips (ca. 1500-1568) (også stavet Philipsz og Filips) var en af de tidlige grundlæggere af anabaptismen i Holland. Han var uægte søn af en katolsk præst fra Leeuwarden. Obbe Philips læste medicin og blev barber og kirurg. Han giftede sig i 1530 og slog sig ned i Leeuwarden.
Philips blev interesseret i Reformationen og konverterede til anabaptismen sidst i 1533. Han blev sandsynligvis døbt af Bartholomeus Boekbinder eller Willem de Kuyper, Jan Matthijs' udsendinge. Menno Simons blev præsteviet af Obbe Philips omkring 1537 og sandsynligvis døbt af ham tidligere. Obbe Philips præsteviede også broderen Dirk Philips og døbte David Joris. Obbe og Dirk Philips hørte til blandt de fredelige tilhængere af Melchior Hoffman (de mere radikale tilhængere havde oprettet i kongedømme i Münster), og så tidligt som 1534 prædikede de imod at oprette Guds rige med magt. Hoffman havde introduceret anabaptismen i Holland, da han praktiserede bekendelsesdåb i Emden i Østfrisland.
Obbe Philips stod i spidsen for de hollandske anabaptister indtil omkring 1540, men han mistede troen på anabaptismen og trak sig fra bevægelsen. 
Anabaptisterne, der senere blev kendt som mennonitter, blev oprindeligt kaldt obbenitter eller obbenister.

Denne artikel er en oversættelse af artiklen Obbe Philips på den engelske Wikipedia. 